# 宝文館
宝文館（ほうぶんかん）は、日本の出版社。明治・大正時代から戦前にかけて教科書を中心に数多くの書籍を出版した。

## 沿革

### 大阪宝文館から独立
大阪宝文館は、1885年（明治18年）に出版取次問屋・宝文軒吉岡平助として創業。その後、同店の店員だった大葉久吉（1873－1933年）が、1901年（明治34年）に、東京神田錦町にあった大阪宝文館東京出張所を譲り受けて独立、教科書や参考書を刊行する出版社・宝文館として創業した。『日本歴史辞典』が当たり、東京宝文館と改称して神保町に移転し、横山徳次郎の『日本公民読本』のヒットで巨利を得、明治37年に日本橋区本石町に移転、大隈重信、田中義一らの書籍でさらに利益をあげて出版業界にその名を馳せた。
東京宝文館は主に中等学校の教科書を発行する一方、法律・経済・商業関係書を出版した。1913年（大正2年）には雑誌『学校教育』を創刊し、さらに女性向けの『令女界』1922年（大正11年）、『若草』1925年（同14年）も創刊し、好評を得た。1917年（大正6年）ごろには博文館に次ぐ売り上げを誇った。大葉は、大阪宝文館が経営破綻した際にはその立て直しに尽力し、1924年（大正13年）に資本金100万円の株式会社にし、その取締役に就いた。

### 関東大震災後に宝文館に改組
大正12年の関東大震災で東京宝文館は店と商品を焼失したが、震災後に日本橋区本銀町に移転し業績を回復させ、1927年（昭和2年）に資本金50万円で株式会社宝文館と改組し、大葉が社長に就任した。このころまでに1500種の書籍を出版した。昭和8年にNHKラジオの家庭大学講座での大島正徳の講演を書籍化した『哲学の話』を刊行。本書は放送ものの出版の先駆けといわれる。

### 戦争被災、倒産、再出発
久吉没後、二男の大葉久治が社長を引き継いだが、第二次大戦で社屋は焼失、業務も一部縮小した。戦後は『ラジオ小劇場脚本選集』など放送文芸書に新しい分野を見いだし、1952年（昭和27年）には菊田一夫の大ヒットラジオドラマ『君の名は』の小説版が当たったが、1961年（昭和36年）に倒産。1962年（昭和37年）に宝文館出版として再出発し、宝文館の宣伝主任だった伊崎治三郎が社長となった。最後の出版記録は2003年（平成15年）。

## 関連人物
大葉と同じ大阪宝文館出身には、1896年（明治28年）に同文館（のち同文館出版）を興した森山章之丞 (1872年生)などがいる。同文館からは婦女界社創業者の都河竜、主婦の友社創業者の石川武美らが出ている。詩人・作家の花村奨は1939年（昭和14年）に東京の宝文館に入社し、『令女界』『若草』を編集した。